# Alexandre VII
Alexandre VII (Siena, 13 de febrer de 1599 – Roma, 22 de maig de 1667) fou Papa de l'Església catòlica entre 1655 i 1667. Nascut com Fabio Chigi dins d'una il·lustre família de banquers era renebot del papa Pau V, i a causa dels atacs d'apoplexia que sofria va tenir una educació privada que li permeté, després de superar la seva malaltia, doctorar-se en filosofia, dret i teologia a la Universitat de Siena.
Sota el pontificat d'Urbà VIII va iniciar la seva carrera eclesiàstica, quan el 1627 va ser nomenat vicedelegat papal a Ferrara i, després de ser recomanat per dos cardenals, se'l va nomenar inquisidor de Malta i nunci a Colònia (1639-1651). Encara que hauria d'haver participat en les negociacions que van conduir l'any 1648 al Tractat de Westfàlia, va rebutjar deliberar amb heretges i va protestar, una vegada concloses les negociacions, contra el tractat, que va posar fi a la Guerra dels Trenta Anys i que va inaugurar un equilibri de poder a Europa que hauria de durar fins a les guerres de la Revolució Francesa.
El papa Innocenci X el va cridar a Roma nomenant-lo cardenal l'any 1652 i secretari d'estat.
Va prohibir la traducció del Missal romà al francès l'any 1661 i el 1665 va canonitzar Sant Francesc de Sales.
Durant el seu papat es va produir la conversió de la reina Cristina de Suècia, qui, després de la seva abdicació, es va traslladar a Roma. Allí va ser confirmada amb el seu baptisme el dia de Nadal de 1655 pel papa, en qui va trobar un amic i benefactor generós.
Va morir el 1667 i fou immortalitzat en una espectacular tomba realitzada per Gian Lorenzo Bernini. El va succeir el papa Climent IX.

La Profecia de Sant Malaquies es refereix a aquest papa com Montium custos (Vigilant de les muntanyes), cita que pel que sembla fa referència al fet que al seu escut d'armes hi figura una estrella sobre unes muntanyes.